# Tytthonyx republicanus
Tytthonyx republicanus es una especie de coleóptero de la familia Cantharidae.

## Distribución geográfica
Habita en la República Dominicana.